# Akihiro Nishimura
Akihiro Nishimura (西村 昭宏 Nishimura Akihiro?,  nacido el 8 de agosto de 1958 en Osaka) es un exfutbolista japonés que se desempeñaba como centrocampista.
Nishimura jugó 49 veces y marcó 2 goles para la Selección de fútbol de Japón entre 1980 y 1988. Fue elegido para integrar la selección nacional de Japón para los Juegos Asiáticos de 1986.

## Trayectoria

### Clubes
| Club          | País  | Año         |
| ------------- | ----- | ----------- |
| Yanmar Diesel | Japón | 1981 - 1991 |

### Selección nacional
| Selección | País  | Año         |
| --------- | ----- | ----------- |
| Absoluta  | Japón | 1980 - 1988 |

## Estadística de equipo nacional
| Selección de Japón | Selección de Japón | Selección de Japón |
| Año                | Part.              | Goles              |
| ------------------ | ------------------ | ------------------ |
| 1980               | 1                  | 0                  |
| 1981               | 13                 | 0                  |
| 1982               | 2                  | 0                  |
| 1983               | 10                 | 0                  |
| 1984               | 1                  | 0                  |
| 1985               | 8                  | 2                  |
| 1986               | 5                  | 0                  |
| 1987               | 8                  | 0                  |
| 1988               | 1                  | 0                  |
| Total              | 49                 | 2                  |

## Palmarés

### Títulos nacionales
| Título                   | Club          | País  | Año  |
| ------------------------ | ------------- | ----- | ---- |
| Copa Japan Soccer League | Yanmar Diesel | Japón | 1983 |
| Copa Japan Soccer League | Yanmar Diesel | Japón | 1984 |

### Distinciones individuales
| Distinción                  | Año  |
| --------------------------- | ---- |
| Japan Soccer League Best XI | 1982 |